# 윤희영
윤희영(, 1950년 -)은 대한민국의 기업인으로 명지대학교 경영학과를 졸업하고 KCC그룹 KCC건설 대표이사 사장이다.